# Wijngaardberg (getuigenheuvel)
De Wijngaardberg, gelegen in de Belgische deelgemeente Wezemaal, is een van de laatste onaangetaste getuigenheuvels van het Hageland. Op de heuvel ligt het natuurgebied Wijngaardberg.
De heuvel is 72 m hoog en werd tijdens het Tertiair gevormd door de Diestiaanzee. Het ijzerzandsteen dat in de berg wordt aangetroffen vindt men terug in het onderste deel van de toren en de zijbeuken van de Sint-Martinuskerk in Wezemaal.
Tijdens de eerste helft van de 19e eeuw werd op de zuidelijke flank van de berg aan wijnbouw gedaan. De in 1995 geklasseerde wijngaardmuur moest de wijnranken beschermen tegen de noordenwind. Regen heeft gezorgd voor de vorming van holle wegen in de heuvelflanken.

## Wijnbouw
In de late middeleeuwen was er hier een kleine oppervlakte aan wijnbouw. Vanaf 1814 werd er, op initiatief van J.F. Audoor, een betrekkelijk grootschalige wijngaard van 34 ha aangelegd. Omstreeks 1845 kwam er een einde aan deze activiteit, toen de meest noordelijke wijngaard van Europa. Voor dit doel werd een muur van ijzerzandsteen aangelegd, de zogeheten wijnmuur. Deze is 1546 meter lang, maximaal 1,6 meter hoog en 1,7 meter breed.
In 1997 werd de vzw Steenen Muur opgericht als resultaat van een project waarbij de gemeente onder meer de wijnbouw op de berg nieuw leven wilde inblazen. Momenteel (2006) zijn er vijf soorten druiven aangeplant: Chardonnay, Bacchus, Sirius, Pinot gris en Pinot noir. Er is één wijngaard waar de druiven nog worden geteeld zoals tijdens de middeleeuwen.

## Afbeeldingen

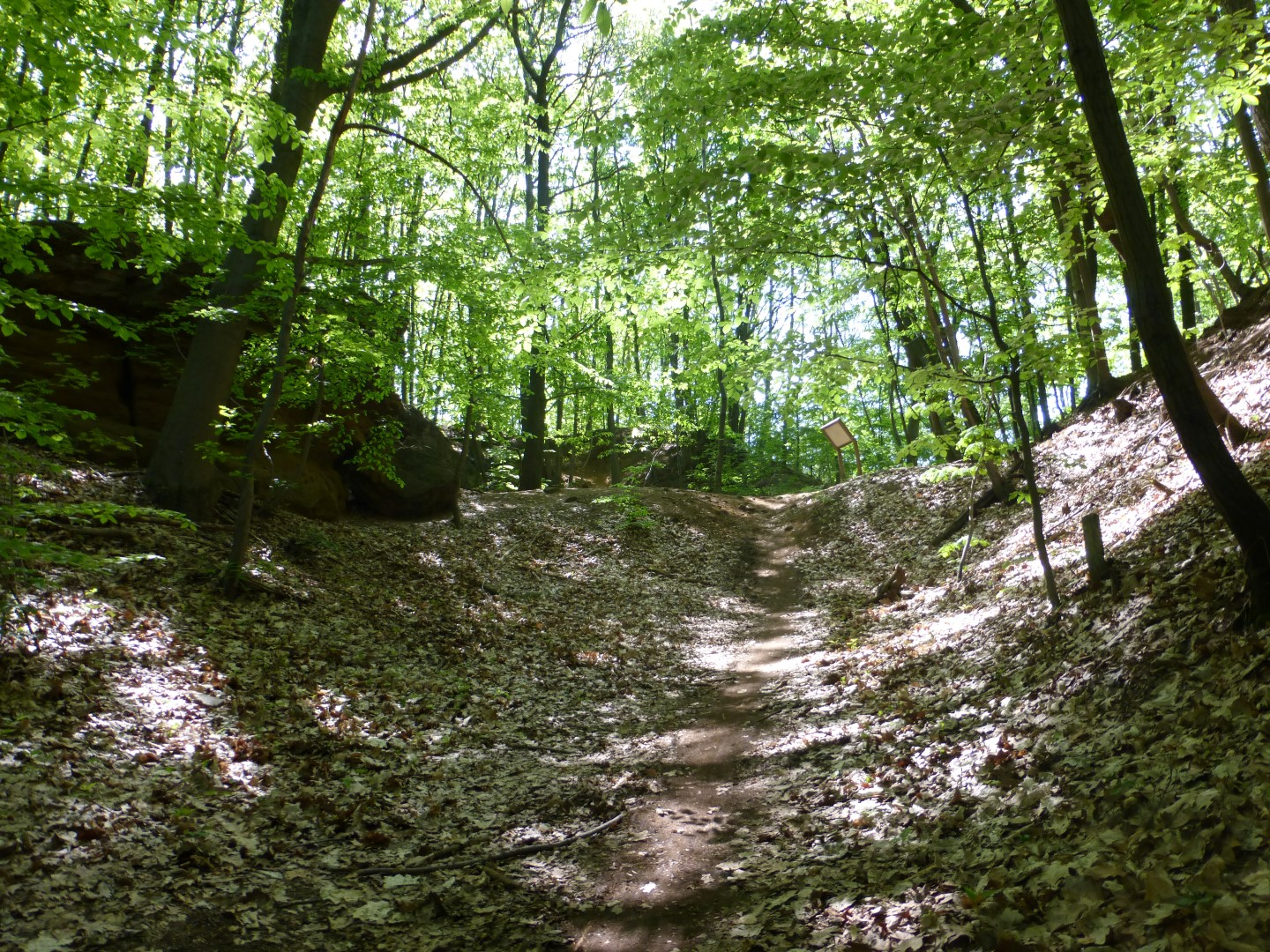
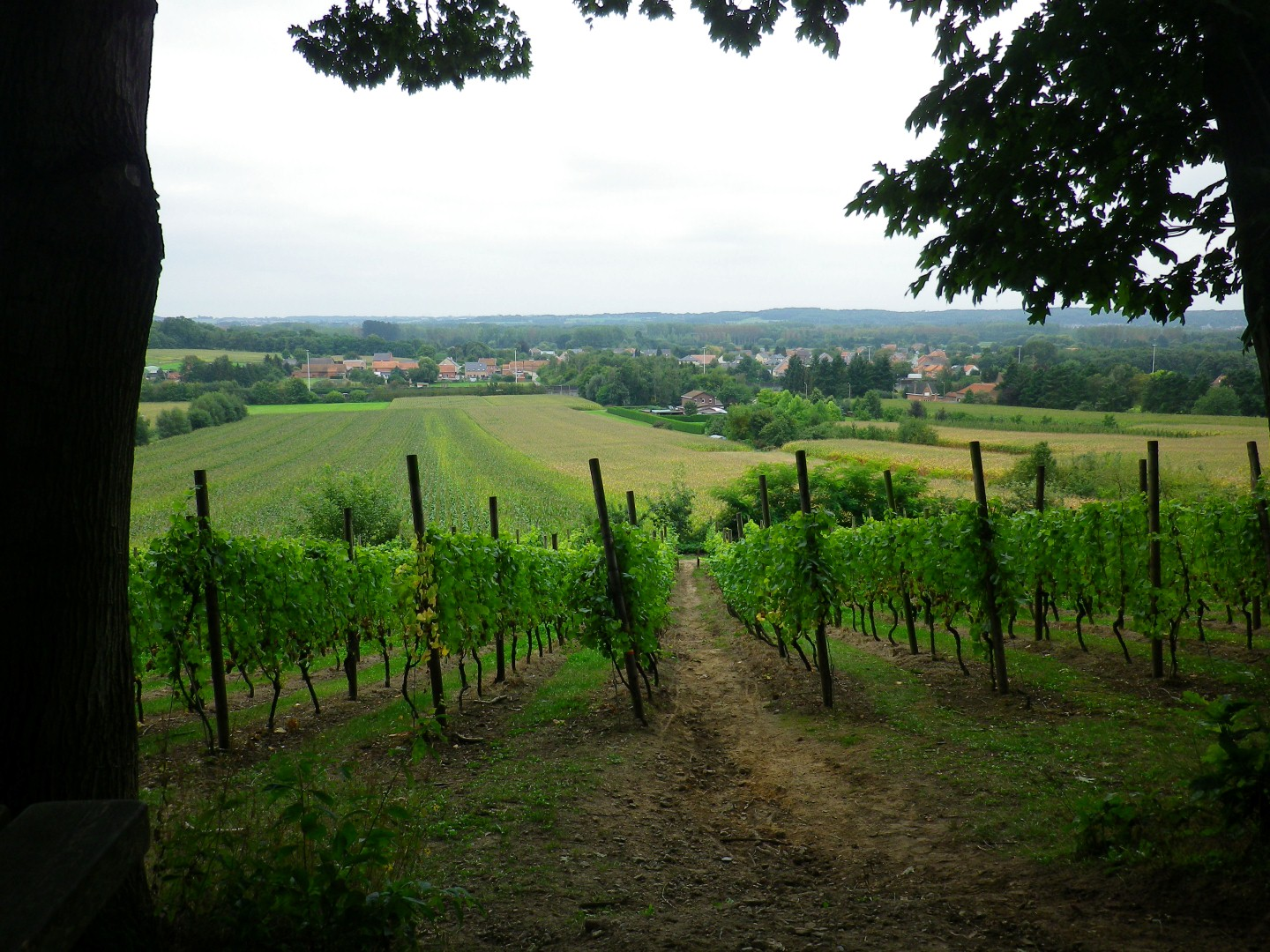
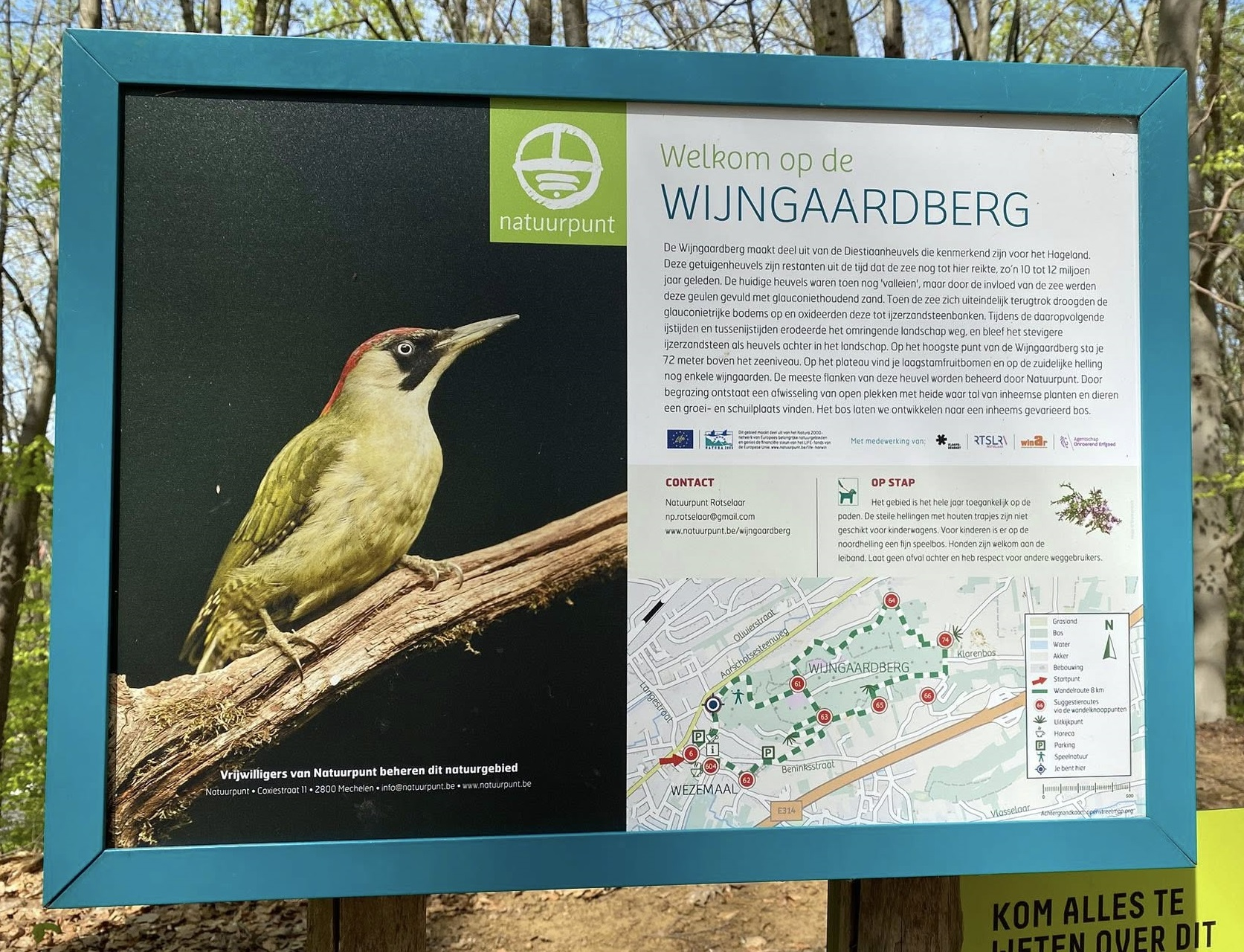